# Будинок на вулиці Саксаганського, 61/17
Будинок на вулиці Саксаганського, 61/17 — житловий будинок у Голосіївському районі Києва, на вулиці Саксаганського, на розі з вулицею Тарасівською. Зведений у 1914—1916 роках як прибутковий будинок, має статус щойно виявленої пам'ятки архітектури, історії та містобудування.

## Історія
Ділянкою, де стоїть сучасний будинок № 61/17 наприкінці XIX століття володіла дружина дійсного статського радника Дарія Романкевич. Із будівель тут були двоповерховий дерев'яний головний будинок та чотириповерховий цегляний флігель. Пізніше садиба перейшла у власність до Станіслави Едуардівни Бродської, в якої на початку 1910-х років садибу придбав Хаїм Срулевич Вольфман, купець 1-ї гільдії.
У 1914 році новий власник вирішив замість дерев'яного головного будинку звести новий, цегляний, і 27 червня 1914 року подав прохання до міської влади на видачу дозволу на будівництво. Вольфман замовив зведення будинку відомому архітектору Й. Зекцеру, який, розробивши проєкт, почав будівництво, проте 1915 року за невідомих причин подав заяву про відмову від нагляду за будівництвом, внаслідок чого будівельні роботи на деякий час призупинилися. Пізніше будівництво продовжив новий підрядник, інженер-технолог Климентій Борисович Грінберг. За даними «Зводу пам'яток історії та культури України» будинок споруджувався у 1917—1918 роках, але за іншими джерелами будівництво було завершене вже в 1916 році.
Після зведення будинок використовувався як прибутковий. У 1918 році співвласниками будинку стали орендарі 18 квартир у ньому, яким Хаїм Вольфман продав будинок.
У 1909 році в будинку певний час базувалося товариство взаємодопомоги повивальних баб і фельдшериць.

## Опис
Будинок цегляний, фарбований, має шість поверхів з боку вулиці Саксаганського і сім — з вулиці Тарасівської. У плані Г-подібний, двосекційний, у глибині ділянки, паралельно вулиці Саксаганського, стоїть флігель, приєднаний до основного об'єму. Перекриття пласкі, з залізобетону, двосхилий дах вкритий шифером. Перший поверх призначався під торговельні приміщення. Цоколь будинку облицьований полірованим гранітом.
Обидва чолові фасади будинку (з вулиці Саксаганського і з Тарасівської) — симетричні, тривісні, композиційні осі виділені розкріповками, що завершуються модерністичними трикутними та прямими аттиками (у бічних розкріповках поле аттиків прикрашене рустованими архівольтами). Домінантою композиції є наріжна частина зі зрізаним кутом, підкреслена невеликим вхідним порталом і рядом балконів, увінчана аттиком складної форми. Чолові фасади декоровані у стилі пізнього модерну з елементами неокласицизму. Особливістю декору будинку є різні за формами, пропорціями та оздобленням віконні прорізи: більшість — прямокутні, у бічних розкріповках на рівні п'ятого-шостого поверхів — аркові, декоровані рустованими архівольтами, у центральних розкріповках на рівні другого-третього поверхів — парні, із заокругленими зверху зовнішніми кутами. Додатково чолові фасади прикрашені рустуванням на рівні першого-четвертого поверхів і ліпними декоративними елементами — квадратними розетками, орнаментальними смугами, підвіконними та надвіконними вставками, серед яких виділяються вставки у вигляді подвійних хрестів під вікнами п'ятого (з боку вулиці Саксаганського) та шостого (з боку вулиці Тарасівської) поверхів. Тильний фасад позбавлений декору і має лише два напівкруглі ризаліти зі сходовими клітками та ліфтовими шахтами. Внутрішнє планування будинку змінилося після низки капітальних ремонтів, із первісного декорування збереглися лише металева огорожа сходів, виконана у стилі модерн, та метласька плитка на підлозі.
Флігель зведений наприкінці XIX століття, чотириповерховий, цегляний, фарбований, прямокутний у плані, односекційний. Перекриття пласкі, односхилий дах вкритий бляхою. Головний фасад вирішений у стилі історизму з елементами неоренесансного цегляного декору. Має асиметричну композицію, лівий фланг виділений ризалітом, що завершується ступінчастим аттиком, увінчаним невеликим трикутним фронтоном. Фасад декорований рустуванням на рівні першого-третього поверхів, міжповерховими та вінцевим карнизами із дентикулами. Вікна прямокутні, в ризаліті, на рівні другого-третього поверхів фланковані невеликим пілястрами, аналогічні пілястри фланкують основну площину фасаду.

## Видатні мешканці
У квартирі № 9 у 1920-х роках мешкав літературознавець, педагог і громадський діяч Олександр Дорошкевич.

## Галерея

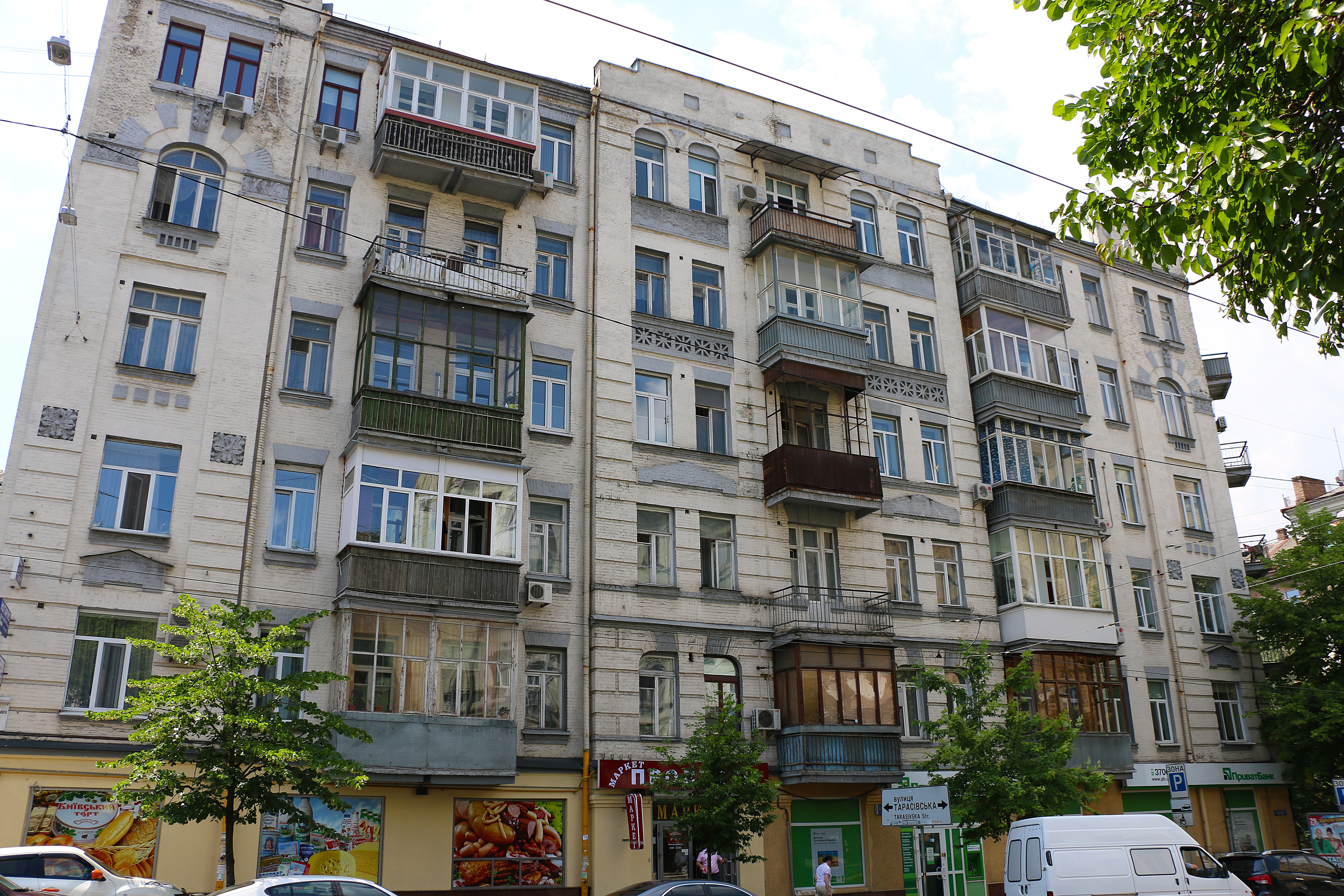
Чоловий фасад з боку вулиці Саксаганського